# Ngijo (Gunung Pati)
Ngijo is een bestuurslaag in het regentschap Semarang van de provincie Midden-Java, Indonesië. Ngijo telt 3218 inwoners (volkstelling 2010).